# جواز سفر أردني
جواز السفر الأردني هو الجواز الذي تصدره الحكومة الأردنية ممثلة بوزارة الداخلية من أجل تسهيل عملية السفر والترحال للأردنيين.

## أنواع من جوازات السفر
تصدر الحكومة الأردنية ثلاثة أنواع من جوازات السفر وهي: 
1. جواز سفر عادي مع رقم وطني: ويصدر للمواطنين الأردنيين الذين يتمتعوا بجنسية أردنية كاملة.
2. جواز سفر عادي بدون رقم وطني: وتصدره الحكومة الأردنية لسكان القدس الشرقية والضفة الغربية وقطاع غزة وفق شروط معينة.
3. جواز سفر دبلوماسي: ويصدر لموظفي الدولة ذوي الدرجة الخاصة والنواب والأعيان، كما يمتاز هذا الجوزا بلونه الأحمر.

ويستطيع حامل هذا الجواز الدخول إلى ما يقارب 57 دولة دون الحاجة إلى تأشيرة مسبقة، في حين هناك متطلبات التأشيرة للمواطن الأردني للدول الأخرى التي تحتاج إلى تأشيرة للسفر إليها.

## الحاجة إلى تأشيرة

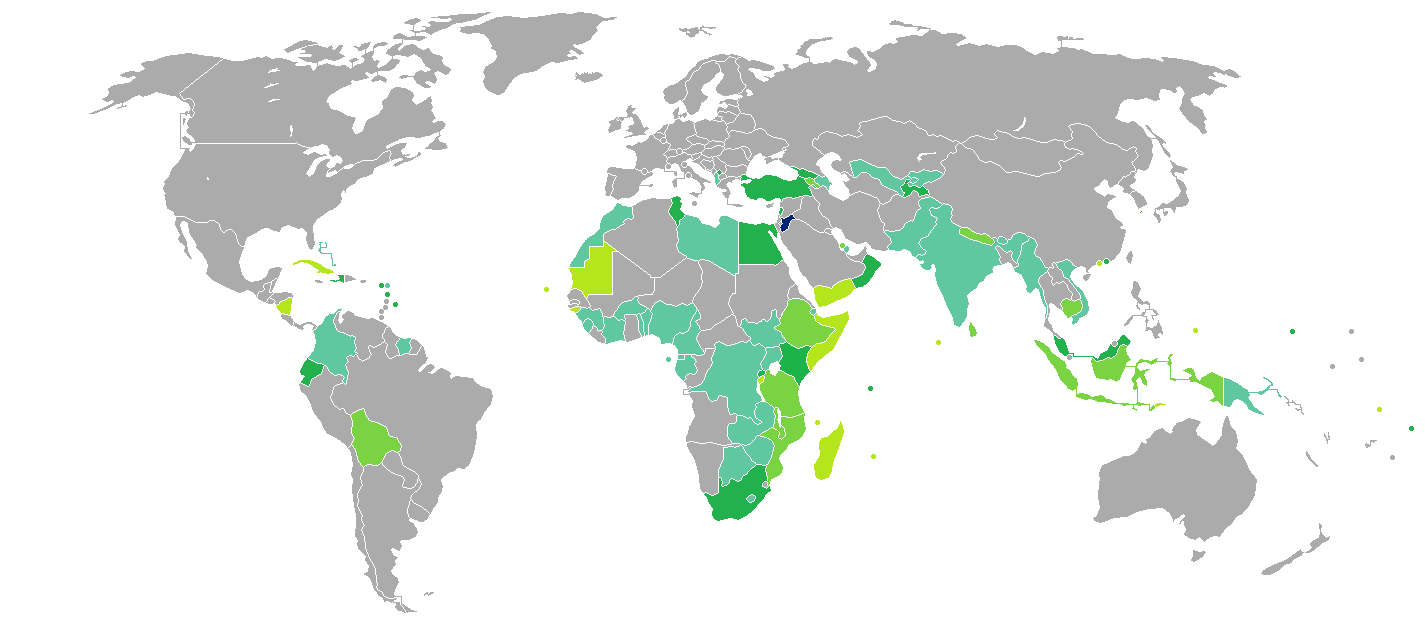
البلدان والأقاليم التي لا تحتاج تأشيرة، أو تطلب تأشيرة دخول عند الوصول وذلك لحاملي جوازات السفر الأردنية العادية
الأردن
الدخول بدون تأشيرة
تاشيرة الدخول عند الوصول
تأشيرة إلكترونية (eVisa)
التأشيرة متاحة عند الوصول أو عبر الإنترنت
التأشيرة مطلوبة

لغاية يونيو 2019، يتاح للمواطنين الأردنيين الدخول بدون تأشيرة أو تأشيرة عند الوصول إلى 61 دولة وإقليم، مما يجعل جواز السفر الأردني يحتل المرتبة 73 في العالم وفقًا لمؤشر قيود التأشيرات.